# (31319) Vespucci
(31319) Vespucci ist ein Asteroid des Hauptgürtels, der am 20. April 1998 vom italienischen Amateurastronomen Vincenzo Silvano Casulli am Osservatorio Colleverde di Guidonia (IAU-Code 596) in Guidonia Montecelio in der Provinz Rom entdeckt wurde.
Der Asteroid wurde nach dem Seefahrer, Navigator und Entdecker Amerigo Vespucci (1454–1512) benannt, der auf seinen Fahrten weite Teile der Ostküste Südamerikas erforschte und der Namenspate Amerikas wurde.